# Rizzoli & Isles (seizoen 3)
Dit artikel vat het derde seizoen van Rizzoli & Isles samen. Dit seizoen liep van 5 juni 2012 tot en met 25 december 2012 en bevatte vijftien afleveringen.

## Rolverdeling

### Hoofdrollen
- Angie Harmon - Jane Rizzoli
- Sasha Alexander - Maura Isles
- Lorraine Bracco - Angela Rizzoli
- Jordan Bridges - Frankie Rizzoli jr.
- Lee Thompson Young - Barry Frost
- Bruce McGill - Vincent Korsak

### Terugkerende rollen
- Brian Goodman - Sean Cavanaugh
- Colin Egglesfield - Tommy Rizzoli
- Tina Huang - Susie Chang
- Chris Vance - sergeant majoor Charles 'Casey' Jones
- Darryl Alan Reed - Rondo
- Alan Rachins - Stanley
- Sharon Lawrence - dr. Hope Martin
- Alexandra Holden - Lydia Sparks

## Afleveringen
| Nr. | Aflevering | Titel                      | Regisseur        | Schrijver(s)                      | Selectie gastrollen | Uitzenddatum     |  |
| --- | ---------- | -------------------------- | ---------------- | --------------------------------- | --- | ---------------- |  |
| 11 | 1          | What Doesn't Kill You      | Michael Katleman | Janet Tamaro                      | Billy Burke - FBI agent Gabriel Dean Ed Begley jr. - dr. Pike Alimi Ballard - Cliff Darren Pettie - John Connors                                                                                                  | 5 juni 2012      |  |
| Paddy Doyle, de biologische vader van Maura, is nog steeds in levensgevaar nadat hij neergeschoten werd door Jane. Dit heeft er ook voor gezorgd dat de vriendschap tussen haar en Maura op een laag pitje staat. De gebeurtenissen hebben ook de interesse gewekt van bureau interne zaken en zij starten een onderzoek naar wat er precies gebeurd is. Maura moet beslissen of zij een niet-reanimatieverklaring tekent voor Paddy, dit terwijl haar adoptiemoeder ook nog in het ziekenhuis ligt. Jane heeft moeite met de feit dat zij onderzocht wordt door bureau interne zaken, zij wil liever dat de vriendschap tussen haar en Maura herstelt wordt. Dan wordt Jane op een nieuwe zaak gezet, het betreft de moord op een politieagent. Jane ontdekt ook dat een schilderij waarop een huilende moeder bij een graf in werkelijkheid de biologische moeder van Maura moet voorstellen. Maura ontdekt dat haar biologische moeder is, vertelt dat haar dochter na de geboorte op 7 augustus 1976 is gestorven, en een grafzerk heeft met de naam Baby Maura Doyle. |            |                            |                  |                                   | |                  |  |
| 12 | 2          | Dirty Little Secret        | Aaron Lipstadt   | Steve Lichtman Kiersten Van Home  | Odessa Rae - yoga lerares John Nielsen - Michael Lawson Elizabeth Dennehy - mrs. Lawson Rick Ravanello - Mathew Moore Omar J. Dorsey - Big Mo Stefanie Black - Charlotte Chazz Palminteri - Frank Rizzoli sr.     | 12 juni 2012     |  |
| Wanneer studente Rachel Lawson wordt vermoord, worden Jane en Maura verplicht samen aan dit onderzoek te werken, dit omdat Maura nog steeds boos op Jane is. Het onderzoek wijst uit dat Rachel de laatste 20 weekenden een auto huurde en dat zij veel geld spendeerde in yogalessen. Rachel studeerde geologie en had ontdekt dat de baas van de yogaschool betrokken was bij illegale praktijken op zijn pas verworven terrein in het westen van Massachusetts. Maura en Jane gaan samen naar het terrein voor onderzoek en worden dan ontdekt door de eigenaar, dit eindigt dat Jane en Maura opgesloten worden in een auto in een dal wat snel onder water komt te staan. Maura kan niet weg omdat haar been gewond is, Jane wordt nu gedwongen haar been opensnijden om zo ervoor te zorgen data Maura kan lopen. Vincent is bezorgd als hij Jane en Maura niet kan bereiken en gaat op onderzoek uit, hij vindt hen en kan ze net op tijd redden. Deze gebeurtenissen laat Jane en Maura beseffen dat zij elkaar nodig hebben, en maken hun vriendschap weer goed. Ondertussen verschijnt de vader van Jane ten tonele met de mededeling dat hij een 28-jarige vrouw heeft ontmoet en met haar wil trouwen. Dit kan alleen als Angela de scheidingpapieren tekent, dit weigert zij echter. Tommy, die de vrouw aan zijn vader heeft voorgesteld, heeft zijn eigen problemen met het aanstaande huwelijk. |            |                            |                  |                                   | |                  |  |
| 13 | 3          | This is How a Heart Breaks | Steve Robin      | David Gould Sal Calleros          | John Ales - artiest J. Grant Albrecht - dr. James Bacal Travis Aaron Wade - Justin Brown Kiko Ellsworth - Bernard Avery Candice Patton - weduwe van Bernard Avery Eddie Cibrian - Dennis Rockmond                 | 19 juni 2012     |  |
| Wanneer Bernard Avery wordt vermoord met een bijl gaan Jane en Maura op onderzoek uit. Bernard leefde op straat en was een oorlogsveteraan, tevens leed hij aan PTSD. Wanneer Maura bezig is met de autopsie op Bernard wordt zij verrast met een tot leven komend slachtoffer in het mortuarium die net binnengebracht werd, Maura kan zijn leven redden met een tracheotomie. Jane en Vincent gaan op bezoek bij een veteranenziekenhuis voor meer informatie over Bernard. Jane wordt daar verrast als zij een oude vriend tegenkomt die daar werkt, het betreft Casey. Hij vertelt haar dat hij al een paar maanden terug is en weigert, tot ontzetting van Jane, verdere informatie te geven. Dan wordt de beste vriend van Bernard, ook een dakloze veteraan en documentairefilmer, ook vermoord gevonden door een bijl, nu aan Jane de zware taak om te ontdekken waarom. Dan vinden zij een keyboard met erin een aanwijzing, dit leidt hen naar een straatartiest die weinig talent had. Hij vermoordde Bernard om zijn schilderwerken als zijn werk te laten voordoen. Ondertussen gaat Maura een relatie aan met de man die zij gered heeft, hij schijnt een artiest te zijn. Zij besluiten op een avond zich uit te leven met het spuiten van graffiti, waarbij zij betrapt worden door Frankie. |            |                            |                  |                                   | |                  |  |
| 14 | 4          | Welcome to the Dollhouse   | Mark Haber       | Russell J. Grant Janet Tamaro     | Patrick St. Esprit - rechercheur Artie McMurphy Alex Carter - Ron Montgomery Paul Raci - appartement manager Eamonn Roche - Herbert                                                                               | 26 juni 2012     |  |
| Wanneer een moordenaar zijn slachtoffers kleedt in kleren als poppen uit de jaren tachtig gaan Jane en Mauro op onderzoek uit. Hun eerste verdachte werd pas vrijgelaten uit de gevangenis en heeft een fetisjisme voor poppen. Maar al snel wordt duidelijk dat deze verdachte niet hun persoon is. Maura vindt dan een stukje bebloed hout op een van de slachtoffers, na onderzoek ontdekken zij dat het bloed al meer dan 20 jaar oud is. Deze ontdekking brengt hen naar een verdachte, het betreft een zoon van een politieagent. De vrouw van deze agent wordt al jaren vermist en heeft psychische problemen nadat hij getuige was van de moord op zijn moeder door zijn vader. Hij pleegde de moorden om zo de aandacht te krijgen van de politie voor de moord op zijn moeder. Ondertussen vindt Vincent een hond die werkte als hulphond voor soldaten met PTSD en werkte voor het veteranenziekenhuis waar Casey ook werkt. Wanneer Maura de hond daarnaartoe brengt ontdekt zij wat er met Casey aan de hand is. Door een bermbom in Afghanistan zijn zijn benen verbrijzeld en kan deze niet meer gebruiken, hij wil niet dat Jane hierachter komt omdat hij geen medelijden van haar wil. Maura smeekt hem dit toch aan Jane te vertellen omdat Jane verdrietig is om zijn zwijgen. Later krijgt Jane een bericht van Casey, het blijkt dat Angela een brief heeft geschreven aan Casey uit naam van Jane met daarin zij hem hoe dan ook zal accepteren, dat hij haar snel zal zien. |            |                            |                  |                                   | |                  |  |
| 15 | 5          | Throwing Down the Gauntlet | Jamie Babbit     | Antoinette Stella Janet Tamaro    | Matthew Del Negro - Giovanni Jenny O'Hara - zuster Winifred Callahan Lenny Jacobson - Rick Jaffe Maite Schwartz - Celia Jaffe Mark Hildreth - Tom MacGregor jr.                                                   | 3 juli 2012      |  |
| Wanneer het lichaam van een rechtenstudente in een vuilcontainer wordt gevonden gaan Jane en Maura op onderzoek uit. De moordenaar heeft de handen van het slachtoffer zo verbrand dat er geen vingerafdrukken afgenomen kan worden. Ondertussen heeft Maura de identiteit en locatie ontdekt van haar biologische moeder, het betreft dr. Hope Martin. Hope blijkt een succesvolle dokter te zijn die arme kinderen helpt. Zij heeft ook een techniek ontwikkeld voor het verkrijgen van vingerafdrukken bij verbrande vingers. Nu Maura dit nodig heeft besluit Jane Hope te bellen voor hulp. Maura besluit om haar niet te vertellen dat zij haar biologische dochter is, dit omdat Hope denkt dat haar dochter overleden is bij de geboorte. Het slachtoffer wordt geïdentificeerd als de 27-jarige Emma Spencer, zij liep stage bij de OM. Ondertussen raakt Angela geïnteresseerd in politiek als zij gecharmeerd raakt van de burgemeesterskandidaat Tom MacGregor jr.. Jane vindt een connectie tussen het slachtoffer en Tom. Het blijkt dat een assistent van Tom haar vermoordde omdat zij dicht bij de ontdekking was dat hij 10 jaar geleden een moord heeft gepleegd. |            |                            |                  |                                   | |                  |  |
| 16 | 6          | Money Maker                | Greg Beeman      | David Sonnenborn Janet Tamaro     | Emilee Wallace - Cailin Martin Jenny O'Hara - zuster Winifred Callahan Ryan McPartlin - Dale Bowman Andrew Lukich - Doug Gatz Heather Cooney - Lori Gatz Avery Kidd Waddell - Lamar Jones aka Heavy Drizzle       | 10 juli 2010     |  |
| Bij een leeg landhuis dat al een jaar te koop staat wordt een lichaam gevonden in een vuilcontainer. Het slachtoffer wordt geïdentificeerd als Neil Murray, eigenaar van een beleggingsfirma. Maura ontdekt dat Neil gestorven door een hartinfarct nadat hij geïnjecteerd is met kaliumchloride. Verder onderzoek wijst uit dat Neil en zijn zakenpartner een seksclub runde, en dat zij in het lege landhuis een seksfeest organiseerde. De makelaar van het landhuis, Georgette, blijkt ook te werken voor de seksclub en was vroeger werkzaam als prostituee. Maura en Jane besluiten om deze seksclub undercover te gaan bezoeken. Jane verzamelt haarmonsters van de dames die daar werkzaam zijn, terwijl Maura deze dames onderzoekt of zij tot moord in staat zijn. Tijdens hun werkzaamheden horen zij een gil, dan vinden zij Georgette vermoord buiten in de vijver. Later blijkt dat de vrouw van de zakenpartner de moordenaar is die uit jaloezie handelde. Ondertussen regelt Maura een etentje voor Hope, die niet weet dat Maura haar biologische dochter is. Als Hope arriveert heeft zij ook haar dochter Cailin meegenomen, zij vertellen Maura dat zij zich gaan vestigen in Boston. Na het eten verlaat Cailin het huis omdat zij alleen wil zijn, Hope besluit haar te volgen omdat zij haar dochter niet alleen wil laten. De volgende dag onthult Hope dat Cailin ziek is en dat zij daarom een nieuwe nier nodig heeft. Maura besluit dan om haar nier anoniem te doneren omdat zij weet dat zij dezelfde genen hebben. Cailin komt hierachter en vertelt Maura dat zij weet wie zij is, en dat zij de nier niet van haar wil hebben. Hope was op zoek naar Cailin en loopt bij Maura binnen, daar hoort zij van Maura dat zij haar biologische dochter is. Hope geloofd dit niet en vertelt Maura dat zij niets met haar te maken wil hebben en loopt weg, Maura in tranen achterlatend. |            |                            |                  |                                   | |                  |  |
| 17 | 7          | Crazy for You              | Fred Toye        | Antoinette Stella Lindsay Sturman | Ed Begley jr. - dr. Pike Elya Baskin - dr. Vladmir Papov Craig Morgan - dr. Billy May Higgins David DeLuise - Dominick Bianchi Alexandra Holden - Lydia Sparks Elizabeth Sampson - Valerie Miller                 | 17 juli 2012     |  |
| Maura organiseert een bijeenkomst voor haar wetenschappers, waaronder dr. Pike. Voordat zij een conflict kan gaan met dr. Pike worden zij en Jane naar een moordzaak gestuurd. Het betreft dr. Eve en haar man dr. Rod die vermoord zijn aangetroffen. Zij vragen een rechter om een bevel om de dossiers van het vermoorde echtpaar te kunnen inzien, deze wordt echter geweigerd. Later ontdekken zij dat de rechter dit weigerde om zijn eigen privéleven te beschermen omdat hij een dubbelleven leidde. Op een kogelhuls wordt een gedeeltelijke vingerafdruk gevonden, dit leidt Jane naar broodbezorger Dominic. Als Jane Dominic opzoekt gijzelt hij haar omdat hij denkt dat zij zijn geliefde is. Haar ongeruste collega's maken zich zorgen waar Jane is en ontdekken dan dat Dominic haar heeft gegijzeld, en vinden dan een live streaming waarop de slaapkamer van Jane te zien is waar Jane vastgebonden op bed ligt. Zij vallen de slaapkamer binnen met het idee haar te redden, daar aangekomen zien zij een lege slaapkamer. Dan beseffen zij dat Dominic haar slaapkamer nagebouwd heeft en nu weten zij niet waar Jane zich bevindt. Dankzij aanwijzingen van de achtergrond en Jane lukt het hen om de werkelijke locatie te achterhalen waarna zij haar kunnen redden. Ondertussen staan Angela en Frankie voor het politiebureau waar zij zien dat er iemand tegen de auto van Angela rijdt. Het blijkt Lydia te zijn die achter het stuur zit, Lydia vertelt hen net gedumpt te zijn door haar verloofde en nu in haar auto te leven. Lydia is in werkelijkheid gedumpt door de ex-man van Angela, Frankie vertelt dit tegen Jane en zij besluiten Angela niet te vertellen wie zij in werkelijkheid is. Wanneer Jane dit aan Maura vertelt over de ontmoeting met Lydia, vertelt Maura aan haar dat Lydia eerst een relatie heeft gehad met haar broer Tommy voordat zij zich verloofde met haar vader. |            |                            |                  |                                   | |                  |  |
| 18 | 8          | Cuts Like a Knife          | Randy Zisk       | David Gould Sal Calleros          | Brennan Elliott - Chris Harris Whitney Anderson - Vicky Collins Daniella Alonso - Riley Cooper E. Ambriz DeColosio - Manny 'Chatterbox' Cruz Gabriel Tigerman - Graham Randall                                    | 24 juli 2012     |  |
| Maura helpt Jane met het installeren van haar nieuwe bed, geholpen door Frankie en Barry. Jane raakt geïrriteerd als blijkt dat Frankie en Barry meer interesse hebben in de aantrekkelijke buurvrouw, Riley, van Jane dan het dragen van de matras. Jane en Maura worden dan opgeroepen naar een vermoorde man die op het punt stond om te gaan trouwen. Het slachtoffer is om het leven gebracht door messteken, alleen wordt op de moordlocatie geen mes gevonden. Later horen zij dat de ex-vriendin van het slachtoffer met een mes staat te zwaaien in een restaurant. Frankie, Barry en Vincent zoeken haar op en kunnen daar het mes van haar afnemen, zij verdenken de ex-vriendin van de moord. Later blijkt de ex-vriendin niets met de moordt te maken heeft. Maura ontdekt tijdens autopsie een gebrandmerkte K in haar nek. Tevens wordt er ontdekt dat het slachtoffer een zus had, Leah, die nu vermist wordt. Door een advertentie worden de rechercheurs naar een autobedrijf gestuurd, daar aangekomen blijkt dit een gebouw te zijn waar buitenlandse vrouwen worden verkocht. Daar kunnen zij net voorkomen dat bij Leah de nek wordt doorgesneden en zij kunnen dan de moordenaar overmeesteren. Ondertussen ziet Jane dat Frankie een afspraakje heeft met Riley, als Frankie weggaat wordt zijn plaats ingenomen door Barry. Later wil Jane aan Riley haar hulp vragen met de matras, dan hoort Jane Riley praten over de telefoon over het leveren van vloeibare xtc en groeit haar wantrouwen. De volgende dag heeft Frankie een sollicitatiegesprek voor de functie van rechercheur. Frankie is bang dat hij zijn gesprek heeft verknald en op het moment dat Jane hiervoor wil informeren bij haar baas komt Riley samen met het drugsteam het politiebureau binnen. Het blijkt dat Riley werkzaam is als rechercheur in het drugsteam, Jane wordt boos op haar dat zij niet eerlijk is geweest naar Frankie en Barry. Omdat Frankie niet doorhad wat Riley in werkelijkheid was, besluit de baas van het rechercheteam dat Frankie niet geschikt is voor de functie van rechercheur.                   |            |                            |                  |                                   | |                  |  |
| 19 | 9          | Home Town Glory            | Milan Cheylov    | Janet Tamaro                      | Bill Dawes - Ronan Finnegan Stephen Sullivan - Liam Finnegan Lucas Kerr - Shane Finnegan Frank Ashmore - Ryan Finnegan Beverly Leech - Rene Sparks Darius McCrary - TK                                            | 31 juli 2012     |  |
| Wanneer Shane, familievriend van Jane en lid van een rockband met een drugsverleden, vermoord wordt gevonden gaan Jane en Maura op onderzoek uit. Jane en Frankie zijn verbijsterd over zijn dood en brengen de broers van Shane het slechte nieuws. De broers vertellen hen over hun jeugd met de agressieve vader en dat zij hun vader al jaren niet meer gezien hebben, dit zorgt ervoor dat de vader al snel verdacht wordt voor de moord. De broers verklaren ook dat Shane nog steeds drugs gebruikte, Maura test de haren van Shane op drugsgebruik. Als zij de testuitslag krijgt ziet zij tot haar verbazing dat Shane al voor zes maanden clean is. Dan blijkt dat de broers de daders zijn, dit omdat Shane dreigde uit de band te stappen. Ondertussen willen Maura en Angela een babyshower organiseren voor de zwangere Lydia, Angela weet nog steeds niet wie zij in werkelijkheid is. Jane vindt dit een slecht idee, en vraagt samen met Maura aan Lydia om haar identiteit stil te houden tegen Angela. Lydia vertelt hen dat zij niet zeker weet wie de vader is, of het is de vader van Jane of Tommy. Lydia vertelt dan per ongeluk aan Angela wie zij in werkelijkheid is en dat haar kinderen wel hiervan op de hoogte waren. Angela beseft dat haar kinderen dit stil wilde houden om haar gevoelens te ontzien, zij is hiervoor trots op haar kinderen. Door de complexiteit van de zwangerschap van Lydia wordt zij gedwongen door de familie Rizzoli om het huis van Maura te verlaten, en bij haar moeder te gaan wonen. |            |                            |                  |                                   | |                  |  |
| 20 | 10         | Melt My Heart to Stone     | Michael Katleman | Russell J. Grant Janet Tamaro     | Daniella Alonso - Riley Cooper Scott Haven - Todd 'Bear' Brown Eddie Cibrian - Dennis Rockmond Kelly Mantle - Kitty                                                                                               | 14 augustus 2012 |  |
| Wanneer een dode vrouw wordt gevonden, die in een standbeeld van gips is gegoten, gaan Jane en Maura op onderzoek uit. Barry ontdekt dat er een serie van deze vondsten zijn gedaan, dit zorgt ervoor dat zij met een seriemoordenaar hebben te maken. Ondertussen zoekt Dennis (zie aflevering 3) weer contact op met Maura, zij wil echter niet meer met hem praten omdat hij drie maanden geen contact meer heeft gezocht. Dennis houdt dan een handtekeningsessie voor zijn nieuw boek, het lukt hem om Maura hierna toe te krijgen. Wanneer Maura en Jane, onder protest, daar arriveren worden zij ineens naar een nieuw slachtoffer in een standbeeld geroepen. Jane vraagt zich af of er een connectie is met Hoyt, zij vraagt Barry dit uit te zoeken. Jane vindt een brief op haar bureau van de moordenaar, daarin vertelt hij over de volgende moord. Jane wordt dan snel afgeleid door de aanwezigheid van Lydia bij de hoofdingang waar zij op het punt staat van bevallen. Frankie wil Tommy inlichten over de bevalling, Tommy vertelt hem dan niets af te weten van een baby. Ondertussen wordt Maura verrast met een bezoek van Dennis, die haar uitnodigt voor een etentje ter ere van zijn verjaardag wat zij accepteert. Het team ontdekt dat een van de slachtoffers een zoon heeft gehad die weggenomen is. Jane ontdekt dat de drug die ervoor zorgde dat Dennis in het mortuarium terechtkwam ook gebruikt wordt voor de laatste moorden. Zij beseft dan dat Dennis de moordenaar is en snelt zich naar zijn appartement. Wanneer het team daar arriveert, neemt Dennis Maura als gijzelaar en vertelt dat Maura het volgende slachtoffer wordt. Hij wil zich samen met Maura in een liftschaft laten vallen, dan lukt het Maura zich los te werken en zo valt Dennis alleen zijn dood tegenmoet. Wanneer Jane en Maura in het huis van Maura aan het napraten zijn wordt er aangebeld, Jane gaat kijken en ziet dat Lydia de baby als vondeling heeft achter gelaten. Frankie krijgt tot zijn teleurstelling te horen dat hij de functie van rechercheur niet krijgt, deze wordt gegund aan Riley Cooper. |            |                            |                  |                                   | |                  |  |
| 21 | 11         | Class Action Satisfaction  | Norman Buckley   | Antoinette Stella Lindsay Sturman | Beverly Leech - Rene Sparks Caroline Aaron - Dana Jeff Clarke - Larry Bukowski Gerald Downey - Alex Simmons | 27 november 2012 |  |
| Angela bedient een klant in de koffiebar wanneer de klant ineens bloed opgeeft en sterft. Maura voert een autopsie uit en ontdekt dat hij werd vergiftigd met rattengif. In zijn portemonnee vinden zij een briefje met de naam van Vincent, na onderzoek komen zij erachter dat het slachtoffer dit heeft gekregen van de eerste ex-vrouw van Vincent. Als er een nieuw slachtoffer in het mortuarium van Maura wordt binnengebracht ontdekt Maura slecht nieuws, en besluit een code rood af te geven. Maura, Jane en een medewerkster worden dan in quarantaine gezet, zij moeten zich ontkleden en ontsmet worden. Vincent zoekt zijn ex-vrouw op en zij bekent dat zij het slachtoffer kent van A.A. bijeenkomsten. Hij wilde bij Vincent een bekentenis afleggen over een moord op een jongen. Barry ontdekt dat het slachtoffer jaren geleden door was gereden na een aanrijding waarbij een jongen verlamd raakte. Jane, Vincent en Barry zoeken de vrouw op die het slachtoffer vergiftigde, daar aangekomen vinden zij de vrouw in haar auto die in de garage staat. De motor loopt en de vrouw wilde zo zelfmoord plegen door de uitlaatgassen in te ademen. Zij kunnen haar net op tijd redden en wordt dan aangehouden voor de moord. Ondertussen moet de familie Rizzoli zich ontfermen over de baby die Lydia achtergelaten heeft. Maura neemt een DNA monster van Tommy en de baby om zo vast te stellen of hij de vader is. Dan verschijnt Lydia met haar moeder ten tonele die haar baby weer meeneemt. Tommy belegt dan een familievergadering, hij vertelt dat Lydia de zorg over de baby niet met hem wil delen. Tommy hoort dan dat hij de biologische vader is. Angela wil wel vechten om de baby terug te krijgen, en regelt dan een bijeenkomst van haar familie met Lydia en haar moeder om zo een nieuwe start te maken met hen. |            |                            |                  |                                   | |                  |  |
| 22 | 12         | Love the Way You Lie       | Mark Harber      | Steve Lichtman David Gould        | Shawn Pyfrom - Bradley Palmer Markus Flanagan - Eric Palmer Edwin Hodge - Quentin Morris Vanessa Bell Calloway - assistente-officier van justitie Jeff Staron - Ethan Slater Kelen Coleman - Juliet Randall       | 4 december 2012  |  |
| Wanneer de succesvolle schrijver Ethan Slater dood, door ophanging, wordt gevonden in zijn woning gaan Jane en Maura op onderzoek uit. Maura ontdekt dat de kneuzingen in zijn nek niet overeenkomen met zelfmoord, dus zij gaat uit van moord. Het onderzoek wijst uit dat het manuscript van zijn nieuwe boek wordt vermist. Dan wordt de psychiater van een afkickkliniek waar Ethan verbleef ook vermoord. Tevens wordt er ontdekt dat de auteur in het verleden een meisje heeft geholpen met het plegen van zelfmoord, en dat haar broer wraak wilde. Nu Jane en Maura moeten wachten op de autopsie van de psychiater besluiten zij op zoek te gaan naar het manuscript. Ondertussen is Barry teleurgesteld als hij hoort dat Quentin Morris, een veroordeelde voor moord op een student, zijn hoger beroep heeft verloren. Dit was een federale zaak maar Barry heeft Quentin toen ondervraagd en kreeg toen een sympathie voor hem. Hij vraagt Maura of zij de zaak van Quentin opnieuw kan bekijken. Dan blijkt dat deze zaak connecties heeft met de zaak van Jane. Dan besluiten zij om de typemachine te onderzoeken van de auteur, door het lezen van het inktlint ontdekken zij wie de dader is. Het betreft de vriend van Quentin die de auteur heeft vermoord, dit nadat hij ontdekte wie het slachtoffer van Quentin had vermoord. Ondertussen besluit inspecteur Cavanaugh om zijn afdeling te verplichten om gezond te gaan leven, dus geen koffie meer en meer bewegen. Maura is hier positief over en doet vol overgave mee, Jane echter houdt van koffie en is door dit gemis niet te genieten. Jane is overstuur als zij merkt dat haar moeder Angela een relatie heeft, helemaal als zij ontdekt dat het haar baas Cavanaugh is. Dan verbreekt Cavanaugh, tot verbazing en verdriet bij Angela, de relatie. Zijn verklaring is dat hij dit niet kan combineren met zijn werk, later hoort Angela van Vincent dat Cavanaugh zijn gezin is kwijtgeraakt in een brand en sindsdien geen relatie meer heeft gehad.                                                                                             |            |                            |                  |                                   | |                  |  |
| 23 | 13         | Virtual Love               | Steve Robin      | Sam Lembeck Sal Calleros          | Christopher Rich - rechercheur Rich Gibson Jim Cody Williams - Clark 'Skullcrusher' West Senta Moses - Ruby Burke Sandy Martin - Kendra Dee Frank Birney - professor Walter Lowell Abigail Mavity - Dania Grescoe | 11 december 2012 |  |
| Wanneer een brouwer vermoord wordt gevonden gaan Jane en Maura op onderzoek uit. Het slachtoffer blijkt om het leven te zijn gebracht met een steekwapen van abnormale afmetingen. De zaak krijgt een vreemde wending als blijkt dat het slachtoffer een voorliefde had voor online games over Vikingen. Tevens ontdekken zij dat de virtuele liefde in het spel zijn moordenaar is, maar als zij de liefde vinden ontdekken zij dat zij niet is wat zij in werkelijkheid was. Als zij nog steeds op zoek zijn naar de moordenaar vinden zij nog een moordslachtoffer. De moordenaar heeft een maaltijd genuttigd die alleen in Scandinavië wordt gegeten, en de assistente van het eerste slachtoffer is daar recentelijk geweest. Wanneer zij de assistente willen arresteren voor de moord, ontdekken zij dat zij zo in het spel leeft dat zij niet weet wat zij gedaan heeft. Ondertussen probeert Angela Cavanaugh jaloers te maken door te flirten met een man voor zijn ogen. Jane vraagt haar hiermee te stoppen omdat dit beneden haar peil is. Rondo komt naar het politiebureau met een paar kansloze kinderen. Hij vraagt Jane en haar team of zij mentor willen zijn voor de kinderen zodat zij een toekomst kunnen krijgen. Dan zet een van de kinderen het brandalarm aan en steelt de portemonnee van Angela. Angela ontdekt dan waarom hij dit gedaan heeft, hij vertelt haar dat hij geld wilde hebben voor het kopen van schoolboeken. |            |                            |                  |                                   | |                  |  |
| 24 | 14         | Over/Under                 | Paul Holohan     | Russell J. Grant Janet Tamaro     | Ryan Carnes - Dan MacKenzie Barbara Eve Harris - Camille Frost Mercedes Colon - Robin Jackson Bill Kalmenson - Tim Phillips Anthony Alabi - Enzo 'End Zone' Womack Annie Burgstede - Laura Stevens                | 18 december 2012 |  |
| Wanneer iemand wordt vermoord met messteken in een autowasstraat gaan Jane en Maura op onderzoek uit. Zij ontdekken dat het slachtoffer een voormalige American footballster was en zijn carrière moest beëindigen door een ernstige blessure, nu runt hij een banketbakkerij met al zijn ex-vriendinnen. Jane en Vincent ontdekken dat de wedstrijd waar het slachtoffer zwaar gewond raakte omgekocht was en dat dit de reden is waarom hij nu vermoord is. Zij vinden de vriend van het slachtoffer en ontdekken dat hij degene is die voor de omkoping verantwoordelijk was, dit om veel geld te winnen in het gokken. Bang dat dit openbaar gemaakt zou worden, vermoordde hij het slachtoffer om dit te voorkomen. Ondertussen krijgt Barry bezoek van zijn moeder, zij heeft een goede vriendin meegenomen. De moeder bekent tegen de rest dat zij een relatie met haar vriendin heeft en dat zij willen trouwen, zij weet alleen niet hoe zij dit tegen haar zoon moet vertellen. Barry bekent later dat hij hier wel van wist en is blij voor zijn moeder dat zij nu gelukkig is. Jane krijgt van Casey te horen dat hij een operatie krijgt aan zijn wervelkolom om zo weer zijn benen te kunnen gebruiken. Hij beweert aan Jane dat deze operatie niets voorstelt en dat zij geen zorgen hoeft te maken. Maura vertelt Jane dat dit wel een risicovolle operatie is, en dat hij grote kans heeft om dit niet te overleven. |            |                            |                  |                                   | |                  |  |
| 25 | 15         | No More Drama in My Life   | Michael Katleman | Janet Tamaro                      | Robin Thomas - Roger Deluth Christine Dunford - Claire Koneff Deluth Christopher Cousins - Sam Nelson Josh Kelly - Ryan Stefanie Butler - Jennifer Johnson                                                        | 25 december 2012 |  |
| Wanneer een acteur wordt vermoord op de filmset gaan Jane en Maura op onderzoek uit. Het blijkt dat de acteur beschoten zou worden door een pistool met losse flodders, maar in werkelijkheid zaten er wel echte kogels in. Het onderzoek leidt hen naar een gebouw wat het slachtoffer recentelijk had onderzocht. Wanneer Barry, Tommy en de baby T.J. op onderzoek gaan in de parkeergarage onder het gebouw op onderzoek uit. Vincent blijft buiten en neemt daar foto’s, dan ziet hij tot zijn ontzetting dat het gebouw instort. Jane was net op weg naar Casey om te proberen de operatie uit zijn hoofd te praten, dan krijgt zij een telefoontje van Frankie over het instorten van het gebouw. Jane arriveert op de plek en krijgt daar te horen dat er niemand het gebouw in mag zolang het nog niet stabiel is. Vincent ontdekt dat het gebouw ingestort is door het gebruik van slecht beton, en dat er een tunnel onder het gebouw loopt die nooit is dichtgestort. Maura en Jane besluiten van deze tunnel gebruik te maken om zo te kijken of er overlevenden zijn. Zij vinden Barry, Tommy en de baby, en kunnen alleen de baby redden omdat de tunnel dreigt in te storten. Barry en Tommy kunnen dan op eigen kracht buiten komen, daar klaagt Tommy over hoofdpijn en wordt met spoed naar het ziekenhuis gebracht. Ondertussen komt Hope weer bij Maura op bezoek om hun relatie te redden. Zij wil nog steeds graag dat Maura haar nier doneert aan haar andere dochter Caitlin, na lang twijfelen besluit Maura dit te doen. Maura heeft alleen de voorwaarde dat Caitlin dit nooit krijgt te weten. |            |                            |                  |                                   | |                  |  |